# Gonzalo Martínez Martínez
Gonzalo Martínez Martínez (Madrid, 3 luglio 1974) è un ex cestista spagnolo.
È il figlio di Juan Antonio Martínez e il fratello di Pablo Martínez, a loro volta cestisti.

## Palmarès
- Copa del Rey: 1

Estudiantes: 2000